# Football League One 2020-2021
La EFL League One 2020-2021, conosciuta anche con il nome di Sky Bet League One per motivi di sponsorizzazione, è stato il 94º campionato inglese di calcio di terza divisione, nonché il 17º con la denominazione di League One. La stagione regolare è iniziata il 12 settembre 2020 e si è conclusa il 9 maggio 2021, mentre i play off si sono svolti tra il 18 ed il 30 maggio 2021.
Il tradizionale avvio del campionato, previsto per l'inizio del mese di agosto, è stato ritardato e posticipato di un mese in conseguenza del rinvio della conclusione della stagione precedente a causa della pandemia di COVID-19. Per la stessa ragione la competizione è stata disputata con gare a porte chiuse, ad eccezione di una breve parentesi nel mese di dicembre, quando è stato consentito l'accesso ad un numero limitato di spettatori, negli stadi delle città classificate a basso e medio rischio dal Ministero dello Sport britannico e nel mese di maggio in occasione dei play off.
Ad aggiudicarsi il titolo è stato l'Hull City, al quarto successo nella categoria. Le altre due promozioni in Championship sono state invece conseguite dal Peterborough United (2º classificato) e dal Blackpool (vincitore dei play off).
Capocannoniere del torneo è stato Jonson Clarke-Harris (Peterborough United) con 31 reti.

## Stagione

### Novità
Al termine della stagione precedente sono saliti direttamente in Championship il Coventry City (al terzo successo nella competizione) ed il Rotherham United, che al momento della sospensione del campionato, detenevano rispettivamente, la prima e la seconda migliore media punti della lega. Il Wycombe Wanderers, 3º classificato come media punti, è riuscito, invece, a raggiungere la promozione attraverso i play-off. 
Il Tranmere Rovers (21°), il Southend United (22°), ed il Bolton Wanderers (23°), che presentavano le tre peggiori medie punti, sono retrocessi in League Two, mentre il Bury, dopo quattro gare rinviate, è stato escluso per inadempienze finanziarie.
Queste sette squadre sono state rimpiazzate dalle tre retrocesse dalla Championship: Charlton Athletic, Wigan Athletic ed Hull City (sceso dopo 16 anni nel terzo livello del calcio inglese) e dalle quattro promosse provenienti dalla League Two: Swindon Town, Crewe Alexandra, Plymouth Argyle e Northampton Town.

### Formula
Le prime due classificate, più la vincente dei play off tra le squadre giunte dal 3º al 6º posto, vengono promosse in Football League Championship, mentre, con il ritorno a 24 partecipanti, le ultime quattro classificate retrocedono in Football League League Two.

## Squadre partecipanti
| Squadra             | Città              | Stadio              | Stagione precedente                       |
| ------------------- | ------------------ | ------------------- | ----------------------------------------- |
| Accrington Stanley  | Accrington         | Crown Ground        | 17º posto in EFL League One               |
| AFC Wimbledon       | Londra (Wimbledon) | Plough Lane         | 20º posto in EFL League One               |
| Blackpool           | Blackpool          | Bloomfield Road     | 13º posto in EFL League One               |
| Bristol Rovers      | Bristol            | Memorial Stadium    | 14º posto in EFL League One               |
| Burton Albion       | Burton upon Trent  | Pirelli Stadium     | 12º posto in EFL League One               |
| Charlton Athletic   | Londra (Charlton)  | The Valley          | 22º posto in EFL Championship, retrocesso |
| Crewe Alexandra     | Crewe              | Gresty Road         | 2º posto in EFL League Two, promosso      |
| Doncaster Rovers    | Doncaster          | Keepmoat Stadium    | 9º posto in EFL League One                |
| Fleetwood Town      | Fleetwood          | Highbury Stadium    | 6º posto in EFL League One                |
| Gillingham          | Gillingham         | Priestfield Stadium | 10º posto in EFL League One               |
| Hull City           | Kingston upon Hull | KC Stadium          | 24º posto in EFL Championship, retrocesso |
| Ipswich Town        | Ipswich            | Portman Road        | 11º posto in EFL League One               |
| Lincoln City        | Lincoln            | Sincil Bank         | 16º posto in EFL League One               |
| Milton Keynes Dons  | Milton Keynes      | Stadium MK          | 19º posto in EFL League One               |
| Northampton Town    | Northampton        | Sixfields Stadium   | 7º posto in EFL League Two, promosso      |
| Oxford Utd          | Oxford             | Kassam Stadium      | 4º posto in EFL League One                |
| Peterborough United | Peterborough       | London Road         | 7º posto in EFL League One                |
| Plymouth Argyle     | Plymouth           | Home Park           | 3º posto in EFL League Two, promosso      |
| Portsmouth          | Portsmouth         | Fratton Park        | 5º posto in EFL League One                |
| Rochdale            | Rochdale           | Spotland Stadium    | 18º posto in EFL League One               |
| Shrewsbury Town     | Shrewsbury         | New Meadow          | 15º posto in EFL League One               |
| Sunderland          | Sunderland         | Stadium of Light    | 8º posto in EFL League One                |
| Swindon Town        | Swindon            | County Ground       | 1º posto in EFL League Two, promosso      |
| Wigan Athletic      | Wigan              | DW Stadium          | 23º posto in EFL Championship, retrocesso |

## Allenatori e primatisti
| Squadra             | Manager                                                                                     | Calciatore più presente (tra parentesi il numero delle presenze) | Cannoniere (tra parentesi il numero dei gol) |
| ------------------- | ------------------------------------------------------------------------------------------- | ---------------------------------------------------------------- | -------------------------------------------- |
| Accrington Stanley  | John Coleman                                                                                | Cameron Burgess (44)                                             | Dion Charles (19)                            |
| AFC Wimbledon       | Glyn Hodges (1ª-25ª) Mark Robinson (26ª-46ª)                                                | Joe Pigott (45)                                                  | Joe Pigott (20)                              |
| Blackpool           | Neil Critchley                                                                              | Jerry Yates (44)                                                 | Jerry Yates (20)                             |
| Bristol Rovers      | Ben Garner (1ª-11ª) Paul Tisdale (12ª-26) Tommy Widdrington (27ª-28ª) Joey Barton (29ª-46ª) | Brandon Hanlan (44)                                              | Brandon Hanlan, Luke Leahy (7)               |
| Burton Albion       | Jake Buxton (1ª-21ª) Nick Fenton (22ª) Jimmy Floyd Hasselbaink (23ª-46ª)                    | Lucas Akins (45)                                                 | Kane Hemmings (15)                           |
| Charlton Athletic   | Lee Bowyer (1ª-35ª) Johnnie Jackson (36ª) Nigel Adkins (37ª-46ª)                            | Ben Amos (46)                                                    | Chuks Aneke (15)                             |
| Crewe Alexandra     | David Artell                                                                                | Harry Pickering (44)                                             | Owen Dale, Mikael Mandron (11)               |
| Doncaster Rovers    | Darren Moore (1ª-28ª) Andy Butler (29ª-46ª)                                                 | Tom Anderson (44)                                                | Fejiri Okenabirhie (11)                      |
| Fleetwood Town      | Joey Barton (1ª-20ª) Simon-Wiles (21ª-25ª) Simon Grayson (26ª-46ª)                          | Danny Andrew (45)                                                | Callum Camps (9)                             |
| Gillingham          | Steve Evans                                                                                 | Connor Ogilvie (45)                                              | Vadaine Oliver (17)                          |
| Hull City           | Grant McCann                                                                                | Greg Docherty, Callum Elder, Malik Wilks (44)                    | Malik Wilks (19)                             |
| Ipswich Town        | Paul Lambert (1ª-29ª) Paul Cook (30ª-46ª)                                                   | Andre Dozzell (43)                                               | James Norwood (9)                            |
| Lincoln City        | Michael Appleton                                                                            | Alex Palmer (46)                                                 | Jorge Grant (13)                             |
| Milton Keynes Dons  | Russell Martin                                                                              | Scott Fraser (44)                                                | Scott Fraser (14)                            |
| Northampton Town    | Keith Curle (1ª-26) Jon Brady (27ª-46ª)                                                     | Sam Hoskins (46)                                                 | Ryan Watson (9)                              |
| Oxford United       | Karl Robinson                                                                               | Elliott Moore, Matt Taylor (46)                                  | Matt Taylor (18)                             |
| Peterborough United | Darren Ferguson                                                                             | Mark Beevers, Frankie Kent, Jonson Clarke-Harris (45)            | Jonson Clarke-Harris (31)                    |
| Plymouth Argyle     | Ryan Lowe                                                                                   | Michael Cooper (46)                                              | Luke Jephcott (16)                           |
| Portsmouth          | Kenny Jackett (1ª-33ª) Joe Gallen (34ª) Danny Cowley (35ª-46ª)                              | Marcus Harness, Craig McGillivray, Tom Naylor (45)               | John Marquis (16)                            |
| Rochdale            | Brian Barry-Murphy                                                                          | Jimmy Keohane, Aaron Morley (44)                                 | Matthew Lund (11)                            |
| Shrewsbury Town     | Sam Ricketts (1ª-13ª) Steve Cotterill (14ª-46ª)                                             | Josh Vela (44)                                                   | Shaun Whalley (8)                            |
| Sunderland          | Phil Parkinson (1ª-13ª) Andrew Taylor (14ª) Lee Johnson (15ª-46ª)                           | Josh Scowen, Charlie Wyke (43)                                   | Charlie Wyke (26)                            |
| Swindon Town        | Richie Wellens (1ª-9ª) Noel Hunt (10ª) John Sheridan (11ª-42) Tommy Wright (43ª-46ª)        | Jack Payne (43)                                                  | Brett Pitman (11)                            |
| Wigan Athletic      | John Sheridan (1ª-11ª) Leam Richardson (12ª-46ª)                                            | Jamie Jones (45)                                                 | Will Keane (11)                              |

## Classifica finale
|  | Pos. | Squadra            | Pt | G  | V  | N  | P  | GF | GS | DR  |
|  | ---- | ------------------ | -- | -- | -- | -- | -- | -- | -- | --- |
|  | 1.   | Hull City          | 89 | 46 | 27 | 8  | 11 | 80 | 38 | +42 |
|  | 2.   | Peterborough Utd   | 87 | 46 | 26 | 9  | 11 | 83 | 46 | +37 |
|  | 3.   | Blackpool          | 80 | 46 | 23 | 11 | 12 | 60 | 37 | +23 |
|  | 4.   | Sunderland         | 77 | 46 | 20 | 17 | 9  | 70 | 42 | +28 |
|  | 5.   | Lincoln City       | 77 | 46 | 22 | 11 | 13 | 69 | 50 | +19 |
|  | 6.   | Oxford Utd         | 74 | 46 | 22 | 8  | 16 | 77 | 56 | +21 |
|  | 7.   | Charlton           | 74 | 46 | 20 | 14 | 12 | 70 | 56 | +14 |
|  | 8.   | Portsmouth         | 72 | 46 | 21 | 9  | 16 | 65 | 51 | +14 |
|  | 9.   | Ipswich Town       | 69 | 46 | 19 | 12 | 15 | 46 | 46 | 0   |
|  | 10.  | Gillingham         | 67 | 46 | 19 | 10 | 17 | 63 | 60 | +3  |
|  | 11.  | Accrington Stanley | 67 | 46 | 18 | 13 | 15 | 63 | 68 | -5  |
|  | 12.  | Crewe Alexandra    | 66 | 46 | 18 | 12 | 16 | 56 | 61 | -5  |
|  | 13.  | MK Dons            | 65 | 46 | 18 | 11 | 17 | 64 | 62 | +2  |
|  | 14.  | Doncaster          | 64 | 46 | 19 | 7  | 20 | 63 | 67 | -4  |
|  | 15.  | Fleetwood Town     | 60 | 46 | 16 | 12 | 18 | 49 | 46 | +3  |
|  | 16.  | Burton Albion      | 57 | 46 | 15 | 12 | 19 | 61 | 73 | -12 |
|  | 17.  | Shrewsbury Town    | 54 | 46 | 13 | 15 | 18 | 50 | 57 | -7  |
|  | 18.  | Plymouth           | 53 | 46 | 14 | 11 | 21 | 53 | 80 | -27 |
|  | 19.  | AFC Wimbledon      | 51 | 46 | 12 | 15 | 19 | 54 | 70 | -16 |
|  | 20.  | Wigan              | 48 | 46 | 13 | 9  | 24 | 54 | 77 | -23 |
|  | 21.  | Rochdale           | 47 | 46 | 11 | 14 | 21 | 61 | 78 | -19 |
|  | 22.  | Northampton Town   | 45 | 46 | 11 | 12 | 23 | 41 | 67 | -26 |
|  | 23.  | Swindon Town       | 43 | 46 | 13 | 4  | 29 | 55 | 89 | -34 |
|  | 24.  | Bristol Rovers     | 38 | 46 | 10 | 8  | 28 | 40 | 70 | -30 |

Legenda:
      Promosso in EFL Championship 2021-2022.
  Partecipa ai play-off.
      Retrocesso in EFL League Two 2021-2022.
Regolamento:
Tre punti a vittoria, uno a pareggio, zero a sconfitta.
In caso di arrivo di due o più squadre a pari punti, la graduatoria verrà stilata secondo i seguenti criteri:
- differenza reti
- maggior numero di gol segnati
- classifica avulsa
- maggior numero di vittorie
- maggior numero di gol segnati in trasferta
- fair play
- spareggio

Note:

Oxford United qualificato ai play off per miglior differenza reti rispetto all'ex aequo Charlton Athletic.

## Spareggi

### Play-off

#### Tabellone
|  | Semifinali | Semifinali   | Semifinali | Semifinali | Semifinali |  |  | Finale | Finale       | Finale |  |
|  |            |              |            |            |            |  |  |        |              |        |  |
|  | 6          | Oxford Utd   | 0          | 3          | 3          |  |  |        |              |        |  |
|  | 3          | Blackpool    | 3          | 3          | 6          |  |  | 3      | Blackpool    | 2      |  |
|  | 5          | Lincoln City | 2          | 1          | 3          |  |  | 5      | Lincoln City | 1      |  |
|  | 4          | Sunderland   | 0          | 2          | 2          |  |  |        |              |        |  |

#### Semifinali
|               | Risultati |               | Luogo e data               |
| ------------- | --------- | ------------- | -------------------------- |
| Oxford United | 0-3       | Blackpool     | Oxford, 18 maggio 2021     |
| Blackpool     | 3-3       | Oxford United | Blackpool, 21 maggio 2021  |
|               |           |               |                            |
| Lincoln City  | 2-0       | Sunderland    | Lincoln, 19 maggio 2021    |
| Sunderland    | 2-1       | Lincoln City  | Sunderland, 22 maggio 2021 |
|               |           |               |                            |

#### Finale
|           | Risultato |              | Luogo e data                     |
| --------- | --------- | ------------ | -------------------------------- |
| Blackpool | 2-1       | Lincoln City | Londra (Wembley), 30 maggio 2021 |
|           |           |              |                                  |

## Statistiche

### Squadre

#### Primati stagionali
Squadre
- Maggior numero di vittorie: Hull City (27)
- Minor numero di vittorie: Bristol Rovers (10)
- Maggior numero di pareggi: Sunderland (17)
- Minor numero di pareggi: Swindon Town (4)
- Maggior numero di sconfitte: Swindon Town (29)
- Minor numero di sconfitte: Sunderland (9)
- Miglior attacco: Peterborough United (83 gol fatti)
- Peggior attacco: Bristol Rovers (40 gol fatti)
- Miglior difesa: Blackpool (37 gol subiti)
- Peggior difesa: Swindon Town (89 gol subiti)
- Maggior numero di clean sheet: Blackpool (22)
- Minor numero di clean sheet: Swindon Town (4)
- Miglior differenza reti: Hull City (+42)
- Peggior differenza reti: Swindon Town (-34)
- Maggior numero di vittorie consecutive: Oxford United (7)
- Maggior numero di sconfitte consecutive: Plymouth Argyle (6)
- Miglior sequenza di risultati utili: Blackpool (16 gare)
- Peggior sequenza di risultati negativi: Burton Albion e Northampton Town (11 gare)

Partite
- Partita con più reti: AFC Wimbledon-Plymouth Argyle 4-4, Charlton Athletic-Rochdale 4-4 (8)
- Partita con maggiore scarto di gol: Peterborough United-Accrington Stanley 7-0 (7)

### Individuali

#### Classifica marcatori
| Gol | Rigori |  | Giocatore            | Squadra             |
| --- | ------ |  | -------------------- | ------------------- |
| 31  | 7      |  | Jonson Clarke-Harris | Peterborough United |
| 26  |        |  | Charlie Wyke         | Sunderland          |
| 20  | 5      |  | Joe Pigott           | AFC Wimbledon       |
| 20  | 6      |  | Jerry Yates          | Blackpool           |
| 19  | 3      |  | Dion Charles         | Accrington Stanley  |
| 19  | 3      |  | Malik Wilks          | Hull City           |
| 18  |        |  | Matt Taylor          | Oxford United       |
| 17  | 3      |  | Josh Magennis        | Hull City           |
| 17  |        |  | Vadaine Oliver       | Gillingham          |
| 16  | 2      |  | Luke Jephcott        | Plymouth Argyle     |
| 16  | 2      |  | John Marquis         | Portsmouth          |
| 15  |        |  | Kane Hemmings        | Burton Albion       |
| 15  |        |  | Sammie Szmodics      | Peterborough United |
| 15  |        |  | Chuks Aneke          | Charlton Athletic   |
| 14  | 9      |  | Scott Fraser         | MK Dons             |
| 13  |        |  | Cameron Jerome       | MK Dons             |
| 13  | 10     |  | Jorge Grant          | Lincoln City        |
| 13  |        |  | Keane Lewis-Potter   | Hull City           |
| 12  | 4      |  | Jordan Graham        | Gillingham          |